# Paddy Roy Bates
Patrick „Paddy” Roy Bates (London, 1921. augusztus 29. – Leigh-on-Sea, 2012. október 9.) vállalkozó és kalózrádió-működtető, nevéhez fűződik a Sealand Hercegség nevű mikronemzet kikiáltása. A második világháború alatt a brit hadsereg őrnagyja volt.

## Fiatalkora
Bates a londoni Ealingben született 1921-ben. Már fiatalkorában is különösen fűtötte a kalandvágy, és már 15 évesen tagja volt a spanyolországi Nemzetközi Brigádnak.

## Katonai szolgálat
A második világháborúban szolgált a brit 8. hadseregben. A katonaságban töltött évei alatt harcolt Észak-Afrikában és Olaszországban. Részt vett az 1944-es Monte Cassinó-i csatában. Szolgálata során elérte az őrnagyi rangot.

## Magánélete
1948-ban ismerte meg feleségét, Joan Batest, akivel 3 hónap után össze is házasodott Londonban. A házasságból két gyermekük született, Penelope és Michael. Családjával Leigh-on-Sea-re költözött, ahol családi halászati vállalkozásba kezdett.
Feleségének 38. születésnapján kiáltotta ki mikronemzetének függetlenségét, és életének hátralévő részét leginkább az aprócska állam kormányzása befolyásolta.
Nyugdíjba vonulásakor fiára, Michaelre bízta az erőd vezetését, akit így ki is nevezett régenshercegnek. 2012. október 9-én hunyt el Leigh-on-Sea-ben, 36 nappal hercegségének 45. évfordulóján, miután több évig szenvedett Alzheimer-kórban.
Temetésére a Southend-on-Sea-i krematóriumban került sor.
"Lehet, hogy fiatalon halok meg, vagy akár öregen, de soha nem fogok meghalni unalmamban" - Paddy Roy Bates, egyik 1980-as évekbeli interjújában.

## Munkássága

### Essex Rádió
Az 1960-as években kezdett el nőni az érdeklődése a kalózrádiók iránt. 1965-ben sikeresen kiszorította Radio City kalóz-rádióállomás személyzetét az általuk elfoglalt Knock John, második világháborús, elhagyatott Maunsell-erődről.
A peronon maradt katonai felszerelések felhasználásával Bates az Egyesült Államok Légierejének egyik régi rádiójelzőjét használta állomásának sugárzásához. A Knock John-toronyról 1965-től 1966-ig vezette az Essex Rádiót, mely az első olyan kalózrádió volt, ami megállás nélkül 24 órán keresztül üzemelt.
Az állomás 1966 októberében megváltoztatta a nevét Britain's Better Music Station-re, miután Bates-et elítélte a bíróság az 1949-es vezeték nélküli távirati törvény megsértéséért. Ezután ₤100 pénzbírsággal illeték a továbbá is folytatott illegális műsorszolgáltatás miatt. Fedezethiány miatt a BBMS adása 1966 karácsonyán megszakadt.

### Sealand Hercegség
Bates felszerelését a közeli Roughs-toronyra költöztette, mely az Egyesült Királyság akkori felségvizein kívülre esett. Azonban a tornyon nem kezdett el újonnan közvetíteni.
1967. augusztus 14-én hatályba lépett törvény megtiltotta a rádióközvetítést tengeri létesítményekről, többek között a Bates irányítása alatt lévő Maunsell-erődökről is. Ezt követően szeptember 2-án Bates kinyilvánította az erőd, vagyis Sealand Hercegség függetlenségét.
A Caroline Radio vezetője, Ronan O'Rahilly és a rádióállomás legénysége megpróbálkozott a Roughs-erőd bevételével, azonban Bates és társai benzinbombákat és fegyvereket használva megvédték a tornyot. Ezek után a Királyi Haditengerészet is kihajózott a Roughs-toronyhoz, mire válaszul Michael figyelmeztető lövéseket adott le, miután a küldött hajó belépett "Sealand felségvizeibe." Bates-et és fiát az erődről való visszatérésük után letartóztatták fegyverbirtoklásért. A brit bíróság viszont ejtette az ügyet, miután mindez a brit bíróság hatáskörén kívül történt, nemzetközi vizeken. Bates ezt országa az Egyesült Királyság de facto elismeréseként fogadta el.
1974-ben hozott létre alkotmányt országának. Ezenkívül készíttetett zászlót, címert és nemzeti himnuszt is az újonnan független nemzetnek.